# Hemipyrellia norrisi
Hemipyrellia norrisi är en tvåvingeart som beskrevs av Hiromu Kurahashi 2003. Hemipyrellia norrisi ingår i släktet Hemipyrellia och familjen spyflugor. Inga underarter finns listade i Catalogue of Life.